# Le Béage
Le Béage település Franciaországban, Ardèche megyében. Lakosainak száma 255 fő (2022. január 1.). Le Béage Borée, Cros-de-Géorand, Issarlès, Le Lac-d'Issarlès, Sainte-Eulalie, Les Estables és Freycenet-la-Cuche községekkel határos.

## Népesség
A település népességének változása:
| Lakosok száma | 640  | 436  | 352  | 332  | 287  | 267  | 255  | 254  | 255  | 255  |
|               | 1968 | 1982 | 1990 | 2006 | 2013 | 2015 | 2017 | 2019 | 2020 | 2022 |